# 아름다운 복서
아름다운 복서(Beautiful Boxer)는 태국에서 제작된 에카차이 우에크롱탐 감독의 2003년 액션, 드라마 영화이다. 아사니 스완 등이 주연으로 출연하였고 에카차이 우에크롱탐 등이 제작에 참여하였다.

## 출연

### 주연
- 아사니 스완
- 소라풍 찻리

### 조연
- 에릭 마커스 슈에츠